# Moșna (Sibiu)
Moșna (em húngaro: Muzsna ou Szászmuzsna; em alemão: Meschen; em dialeto saxão transilvano: Mäschen) é uma comuna romena localizada no distrito de Sibiu, na região histórica da Transilvânia. A comuna possui uma área de 59.33 km² e sua população era de 3 419 habitantes segundo o censo de 2007.